# Сержантов Іван Якович
Іван Якович Сержантов (біл. Іван Якаўлевіч Сяржантаў; нар. 17 лютого 1919 — пом. 29 квітня 1943) — радянський військовий льотчик-винищувач часів Другої світової війни, пілот 9-го гвардійського винищувального авіаційного полку (8-а повітряна армія Південного фронту), гвардії лейтенант. Герой Радянського Союзу (1943).

## Життєпис
Народився 17 лютого 1919 року в селі Перші Яковлевичі Оршанського повіту Могильовської губернії (нині — Оршанський район Вітебської області Білорусі) в родині селянина. Білорус. Рано залишившись без батька, з 6-річного віку розпочав трудову діяльність підпаском. Закінчив 7 класів і Оршанський аероклуб.
У лавах РСЧА з 1938 року. За направленням ВЛКСМ навчався в Одеській авіаційній школі. Після закінчення школи направлений до Чугуївського військового авіаційного училища, яке закінчив у червні 1941 року.
Учасник німецько-радянської війни з вересня 1941 року. За період з 30 вересня по 12 грудня 1941 року пілот 164-го винищувального авіаційного полку сержант Сержантов здійснив 59 бойових вильотів, у тому числі 15 — на штурмовку наземних військ супротивника.
З січня 1942 року — пілот 148-го винищувального авіаційного полку. 9 березня одержав першу перемогу в повітряному бою над Харковом.
З серпня 1942 року — у складі 9-го гвардійського винищувального авіаційного полку. Брав участь в боях над Сталінградом і Ростовом.
До квітня 1943 року здійснив 258 бойових вильотів, у 85 повітряних боях збив особисто 13 і в складі групи — 8 літаків супротивника. Кандидат у члени ВКП(б) з 1943 року.
27 квітня 1943 року з дозволу командування залишив розташування полку. Того ж дня в компанії військфельдшера 2-ї гв. нбад, командира роти зв'язку цієї ж дивізії та його дружини вживав спирт, придбаний у цивільних осіб. Наступного дня відчув біль у животі, звернувся до санчастини, але не повідомив про факт вживання спирту. Лише після повторного звернення зізнався про це. Попри всі намагання медпероналу, 29 квітня 1943 року о 15.00 помер від отруєння.
Похований у братській могилі в парку Авіаторів на проспекті Шолохова у Ростові-на-Дону.

## Нагороди
Указом Президії Верховної Ради СРСР від 24 серпня 1943 року за зразкове виконання бойових завдань командування на фронті боротьби з німецькими загарбниками та виявлені при цьому відвагу і героїзм, гвардії лейтенантові Сержантову Івану Яковичу присвоєне звання Героя Радянського Союзу з врученням ордена Леніна і медалі «Золота Зірка».
Також був нагороджений орденами Червоного Прапора, Червоної Зірки (12.02.1942) і медалями.

## Пам'ять
Ім'ям Івана Сержантова названо вулиці в Орші (Білорусь) і Ростові-на-Дону (Росія).